# 向能代駅
向能代駅（むかいのしろえき）は、秋田県能代市落合字下大野にある、東日本旅客鉄道（JR東日本）五能線の駅である。

## 歴史

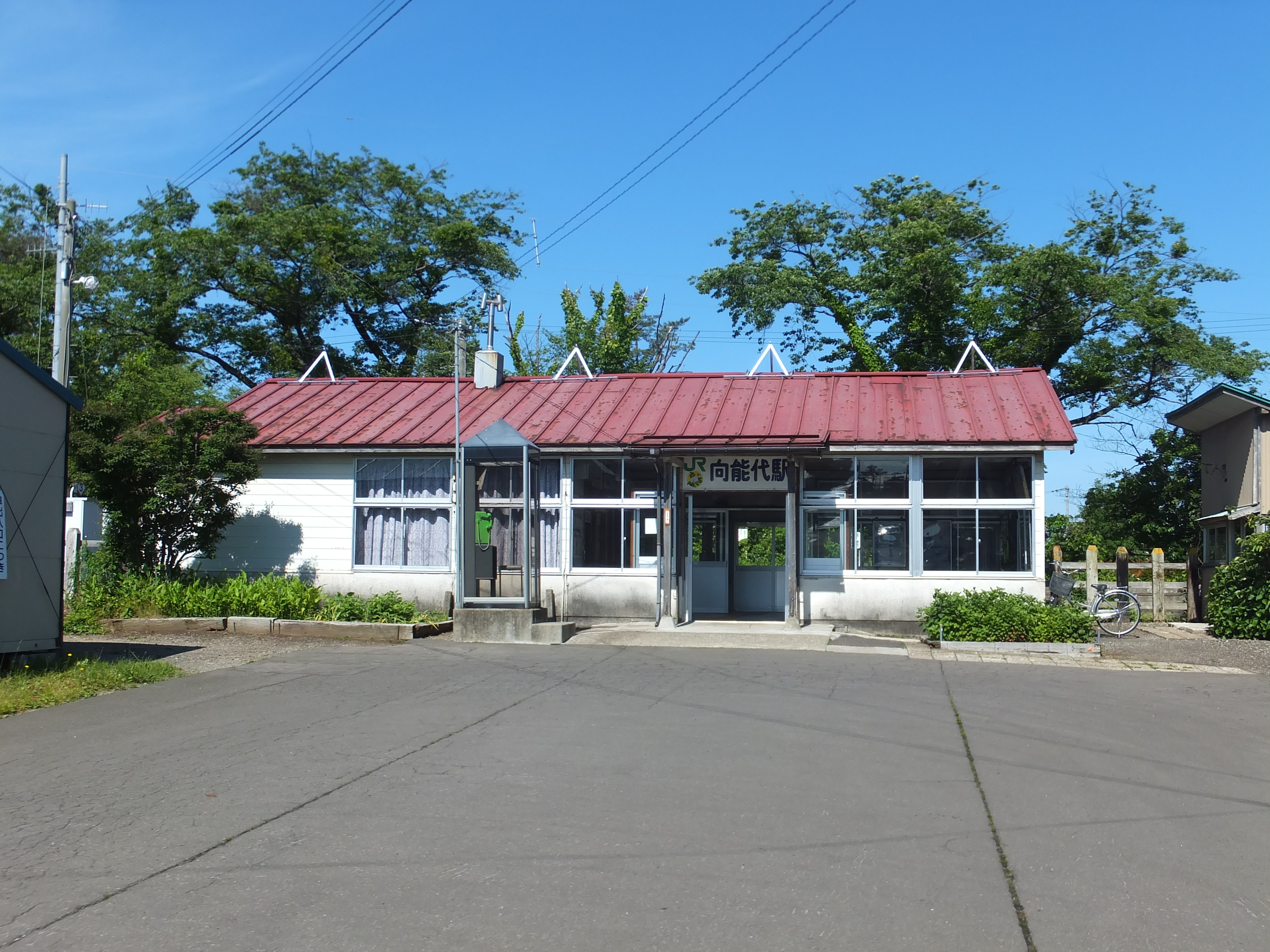
初代駅舎（2017年6月）

- 1949年（昭和24年）2月1日：停留場として開業[新聞 2]。
- 1952年（昭和27年）1月25日：国鉄の駅として開業[2][3]。
- 1965年（昭和40年）4月：業務委託化[新聞 3]。
- 1984年（昭和59年）
  - 2月1日：荷物の扱いを廃止[3]。
  - 4月1日：簡易委託化[新聞 4]。
- 1987年（昭和62年）4月1日：国鉄分割民営化に伴い、東日本旅客鉄道の駅となる[3]。
- 2020年（令和2年）4月1日：能代駅業務委託化に伴い、東能代駅管理となる。
- 2021年（令和3年）4月1日：能代市による乗車券委託販売（簡易委託）の受託を解除し、終日無人化[4]。
- 2024年（令和6年）
  - 4月下旬：駅舎改築工事に着手[報道 1]。
  - 9月25日：新駅舎の供用を開始[報道 1][報道 2]。
  - 10月1日：えきねっとQチケのサービスを開始[1][報道 3]。

## 駅構造

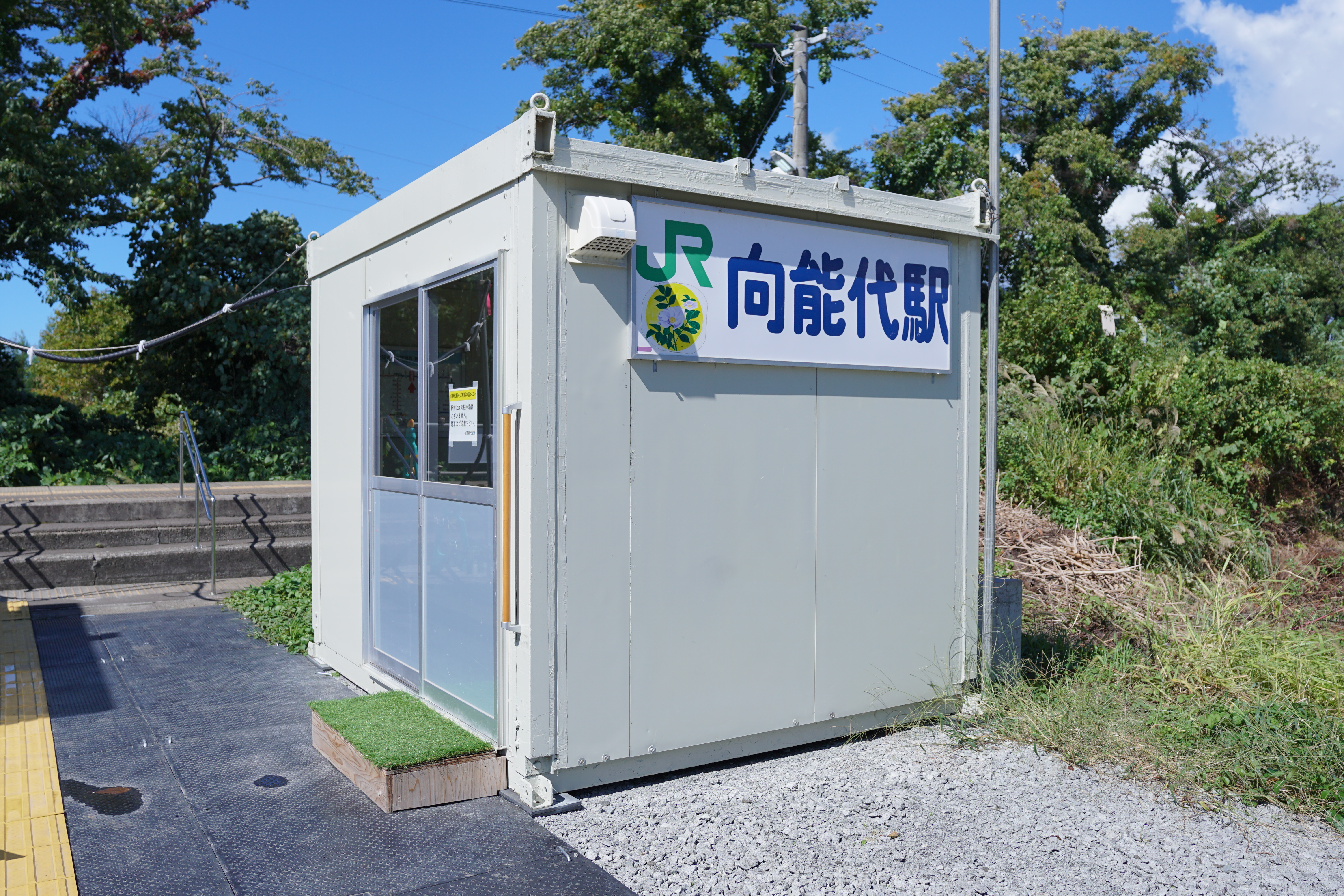
2024年の改築工事期間中の仮駅舎

単式ホーム1面1線を有する地上駅である。かつては交換設備があった。
東能代統括センター（東能代駅）管理の無人駅である。元々は簡易委託駅であったが、周辺にある能代西高校の能代工業高校との合併により通学客の利用が消滅することから、2021年（令和3年）3月31日をもって能代市による乗車券委託販売（簡易委託）の受託を終了し、無人化された。
2024年（令和6年）4月下旬より駅舎改築工事に着手し、同年9月25日に新駅舎の供用が開始された。なお、工事期間中は仮設の待合所が設けられていた。

## 利用状況
JR東日本によると、2000年度（平成12年度）- 2019年度（令和元年度）の1日平均乗車人員の推移は以下のとおりであった。
| 1日平均乗車人員推移 | 1日平均乗車人員推移 | 1日平均乗車人員推移 | 1日平均乗車人員推移 | 1日平均乗車人員推移 |
| 年度                | 定期外              | 定期                | 合計                | 出典                |
| ------------------- | ------------------- | ------------------- | ------------------- | ------------------- |
| 2000年（平成12年）  |                     |                     | 143                 | [ 利用客数 1 ]      |
| 2001年（平成13年）  |                     |                     | 142                 | [ 利用客数 2 ]      |
| 2002年（平成14年）  |                     |                     | 119                 | [ 利用客数 3 ]      |
| 2003年（平成15年）  |                     |                     | 99                  | [ 利用客数 4 ]      |
| 2004年（平成16年）  |                     |                     | 89                  | [ 利用客数 5 ]      |
| 2005年（平成17年）  |                     |                     | 74                  | [ 利用客数 6 ]      |
| 2006年（平成18年）  |                     |                     | 49                  | [ 利用客数 7 ]      |
| 2007年（平成19年）  |                     |                     | 46                  | [ 利用客数 8 ]      |
| 2008年（平成20年）  |                     |                     | 52                  | [ 利用客数 9 ]      |
| 2009年（平成21年）  |                     |                     | 46                  | [ 利用客数 10 ]     |
| 2010年（平成22年）  |                     |                     | 41                  | [ 利用客数 11 ]     |
| 2011年（平成23年）  |                     |                     | 51                  | [ 利用客数 12 ]     |
| 2012年（平成24年）  | 4                   | 53                  | 57                  | [ 利用客数 13 ]     |
| 2013年（平成25年）  | 3                   | 57                  | 61                  | [ 利用客数 14 ]     |
| 2014年（平成26年）  | 3                   | 39                  | 43                  | [ 利用客数 15 ]     |
| 2015年（平成27年）  | 3                   | 43                  | 46                  | [ 利用客数 16 ]     |
| 2016年（平成28年）  | 3                   | 37                  | 40                  | [ 利用客数 17 ]     |
| 2017年（平成29年）  | 3                   | 37                  | 40                  | [ 利用客数 18 ]     |
| 2018年（平成30年）  | 3                   | 27                  | 30                  | [ 利用客数 19 ]     |
| 2019年（令和元年）  | 4                   | 25                  | 30                  | [ 利用客数 20 ]     |

## 駅周辺
- 富士食堂
- 能代市立東雲中学校
- 能代市立向能代小学校
- 向能代郵便局
- 能代市役所向能代地域センター
- 米代川
- 秋田県道143号石川向能代線
- あきた白神農業協同組合のしろ北支店
- マックスバリュ 能代北店
- 向能代・落合地区巡回バス「しののめ号」「向能代駅前」停留所

## 隣の駅
東日本旅客鉄道（JR東日本）
■五能線
□快速
通過
■普通
能代駅 - 向能代駅 - 北能代駅

### 記事本文

#### 報道発表資料
1. 1 2 3 4  「五能線 向能代駅舎を改築します (PDF)」（プレスリリース）、東日本旅客鉄道秋田支社、2024年3月28日。2024年3月29日閲覧。
2. 1 2  「五能線 向能代駅の新駅舎が完成します (PDF)」（プレスリリース）、東日本旅客鉄道秋田支社、2024年9月3日。2024年9月3日閲覧。
3. ↑  「Suicaエリア外もチケットレスで! 東北エリアから「えきねっとQチケ」がはじまります (PDF)」（プレスリリース）、東日本旅客鉄道、2024年7月11日。2024年8月13日閲覧。

#### 新聞記事
1. ↑  「JR向能代駅の新駅舎完成 「北前船」をイメージ」『北羽新報社』2024年9月22日。2024年9月24日閲覧。
2. ↑  読売新聞　昭和24年1月12日2面秋田版
3. ↑  「業務委託駅に 子吉駅など五つ 秋鉄 来年四月から実施」『秋田魁新報』秋田魁新報社、1964年10月17日、夕刊、5面。
4. ↑  「あすから十文字、早口、仁賀保駅 業務を民間に委託 合理化の波にのまれ 向能代は4月から」『秋田魁新報』秋田魁新報社、1984年3月18日、朝刊、19面。

### 利用状況
1. ↑  「JR東日本：各駅の乗車人員（2000年度）」東日本旅客鉄道。2025年7月22日閲覧。
2. ↑  「JR東日本：各駅の乗車人員（2001年度）」東日本旅客鉄道。2025年7月22日閲覧。
3. ↑  「JR東日本：各駅の乗車人員（2002年度）」東日本旅客鉄道。2025年7月22日閲覧。
4. ↑  「JR東日本：各駅の乗車人員（2003年度）」東日本旅客鉄道。2025年7月22日閲覧。
5. ↑  「JR東日本：各駅の乗車人員（2004年度）」東日本旅客鉄道。2025年7月22日閲覧。
6. ↑  「JR東日本：各駅の乗車人員（2005年度）」東日本旅客鉄道。2025年7月22日閲覧。
7. ↑  「JR東日本：各駅の乗車人員（2006年度）」東日本旅客鉄道。2025年7月22日閲覧。
8. ↑  「JR東日本：各駅の乗車人員（2007年度）」東日本旅客鉄道。2025年7月22日閲覧。
9. ↑  「JR東日本：各駅の乗車人員（2008年度）」東日本旅客鉄道。2025年7月22日閲覧。
10. ↑  「JR東日本：各駅の乗車人員（2009年度）」東日本旅客鉄道。2025年7月22日閲覧。
11. ↑  「JR東日本：各駅の乗車人員（2010年度）」東日本旅客鉄道。2025年7月22日閲覧。
12. ↑  「JR東日本：各駅の乗車人員（2011年度）」東日本旅客鉄道。2025年7月22日閲覧。
13. ↑  「JR東日本：各駅の乗車人員（2012年度）」東日本旅客鉄道。2025年7月22日閲覧。
14. ↑  「各駅の乗車人員 2013年度 ベスト100以外（9）：JR東日本」東日本旅客鉄道。2025年7月22日閲覧。
15. ↑  「各駅の乗車人員 2014年度 ベスト100以外（9）：JR東日本」東日本旅客鉄道。2025年7月22日閲覧。
16. ↑  「各駅の乗車人員 2015年度 ベスト100以外（9）：JR東日本」東日本旅客鉄道。2025年7月22日閲覧。
17. ↑  「各駅の乗車人員 2016年度 ベスト100以外（9）：JR東日本」東日本旅客鉄道。2025年7月22日閲覧。
18. ↑  「各駅の乗車人員 2017年度 ベスト100以外（9）：JR東日本」東日本旅客鉄道。2025年7月22日閲覧。
19. ↑  「各駅の乗車人員 2018年度 ベスト100以外（9）：JR東日本」東日本旅客鉄道。2025年7月22日閲覧。
20. ↑  「各駅の乗車人員 2019年度 ベスト100以外（8）：JR東日本」東日本旅客鉄道。2025年7月22日閲覧。